# Schizachyrium parvifolium
Schizachyrium parvifolium är en gräsart som först beskrevs av Albert Spear Hitchcock, och fick sitt nu gällande namn av Attila L. Borhidi och Luis Catasús. Schizachyrium parvifolium ingår i släktet Schizachyrium och familjen gräs. Inga underarter finns listade i Catalogue of Life.